# 巴甫利夫卡 (海尼切斯克區)
46°30′0″N 34°36′1″E / 46.50000°N 34.60028°E
巴甫利夫卡（烏克蘭語：Павлівка）是位於烏克蘭南部的村莊，由赫爾松州海尼切斯克區的海尼切斯克市镇負責管轄。該村始建於1860年，面積85.8平方公里，海拔高度17米，2001年人口1,916，人口密度每平方公里22.3人。